# Rafael Correa Delgado
Rafael Vicente Correa Delgado (Guayaquil, 1963. április 6.) közgazdász, politikus, 2007 és 2017 között az Ecuadori Köztársaság elnöke. A Dél-amerikai Nemzetek Uniójának volt soros elnöke. Tanulmányait Ecuadorban, Belgiumban és az Egyesült Államokban végezte. 2006-os elnökké választását követően hivatalát 2007. január 15-én vette át. Megválasztása után Ecuador államadósságának nagy részét illegitimnek nyilvánította.